# Varde Sundhedscenter
Sundhedssygehuset Varde eller Varde Sundhedscenter var et sundhedshus på Ringkøbingvej i Varde. Centeret åbnede i 2007 i det tidligere Varde Sygehus, som i 2004 lukkede endeligt efter voldsom tovtrækkeri mellem Ribe Amt og Varde Kommune. Da Region Syddanmark overtog bygningerne fra Varde Kommune i 2007, valgte regionen at åbne et mindre sundhedshospital som et eksperiment. Dette eksperiment sluttede i 2012, da Region Syddanmark valgte fortsat at drive sundhedscenter i Varde. Stedet rummer en stribe forskellige mindre afdelinger og klinisk/kirurgiske ambulatorier, som kan give behandling på stedet eller videre behandling på Sydvestjysk Sygehus i Esbjerg, eller Sygehus Lillebælt i Kolding eller Vejle.

Hospitalet lukkede primo 2022, da regeringens sundhedsreform gav anledning til et helt nyt nærhospital i Varde, så lå i de bygninger, som indtil 2012 havde huset et privathospital.
Det nye nærhospital rummer i dag langt flere hospitalsenheder og afdelinger, end sundhedshospitalet 2007 - 2022 gjorde. 
Herunder:
Øre, Næse-Halslæge, Sengeafsnit, Vagtlæge, Anæstesiafdeling, Praktiserende læger, fødsler, hjerteafdeling, dagkirugi og røntgen, skadeklinik, fysioterapi og center for sundhedsfremme.